# Anthurium silanchense
Anthurium silanchense är en kallaväxtart som beskrevs av Thomas Bernard Croat och J.Rodr.Salvador. Anthurium silanchense ingår i släktet Anthurium och familjen kallaväxter. Inga underarter finns listade.